# سقانفار بابلکان
سقانفار بابلکان مربوط به دوره قاجار است و در شهرستان بابل، بخش مرکزی، دهستان کاری پی، روستای بابلکان واقع شده و این اثر در تاریخ ۹ بهمن ۱۳۸۶ با شمارهٔ ثبت ۲۰۶۹۷ به‌عنوان یکی از آثار ملی ایران به ثبت رسیده است.